# Wagtho
Wagtho is een Nederlandse familie die vooral bestuurders leverde in de provincie Zeeland.

## Geschiedenis
De bewezen stamreeks begint met Marinus Adriaanse Wagtho die rond 1600 in Reimerswaal werd geboren. Hij trouwde in 1635 (in tweede echt) te Tholen waarna nageslacht generatieslang in die laatste plaats gevestigd was en er ook schepen of burgemeester van werd. Leden van het geslacht huwden eveneens met leden van andere Zeeuwse patriciaatsgeslachten.

## Enkele telgen
Marinus Wagtho (1682-1745), schepen van Schakerlo
- Quirinus (Krijn) Wagtho (1714-1790), burgemeester van Schakerlo
  - Cornelis Wagtho (1753-1800), notaris en baljuw van Tholen
    - Mr. Krijn Wagtho (1787-1865), notaris en burgemeester van Tholen, lid Provinciale Staten van Zeeland, dijkgraaf Waterschap de Vrije Polders onder Tholen
      - Mr Thomas Adriaan Wagtho (1823-1892), notaris te Tholen, lid Provinciale Staten van Zeeland, griffier Waterschap de Vrije Polders onder Tholen
        - Mr. Willem Frederik Johan Wagtho (1856-1933), burgemeester van Kloetinge
          - Marius Wagtho (1882-1963), burgemeester

        - Johannis Wilhem Wagtho (1858-1933), burgemeester van Tholen
        - Margaretha Adriana Wagtho (1860-1918); trouwde in 1884 met jhr. mr Eduard August Otto de Casembroot, heer van St Annaland (1860-1922), lid van de familie De Casembroot, kamerheer en lid Gedeputeerde Staten van Zeeland
        - August Thomas Adriaan Wagtho (1874-1925), burgemeester van Diepenheim

Geslachten die opgenomen zijn in het sinds 1910 verschijnende genealogische naslagwerk Nederland's Patriciaat. Lijst volgens opgave van het CBG Centrum voor familiegeschiedenis.
A · B · C · D · E · F · G · H · I · J · K · L · M · N · O · P · Q · R · S · T · U · V · W · Y · Z